# Liste de symphonies chorales

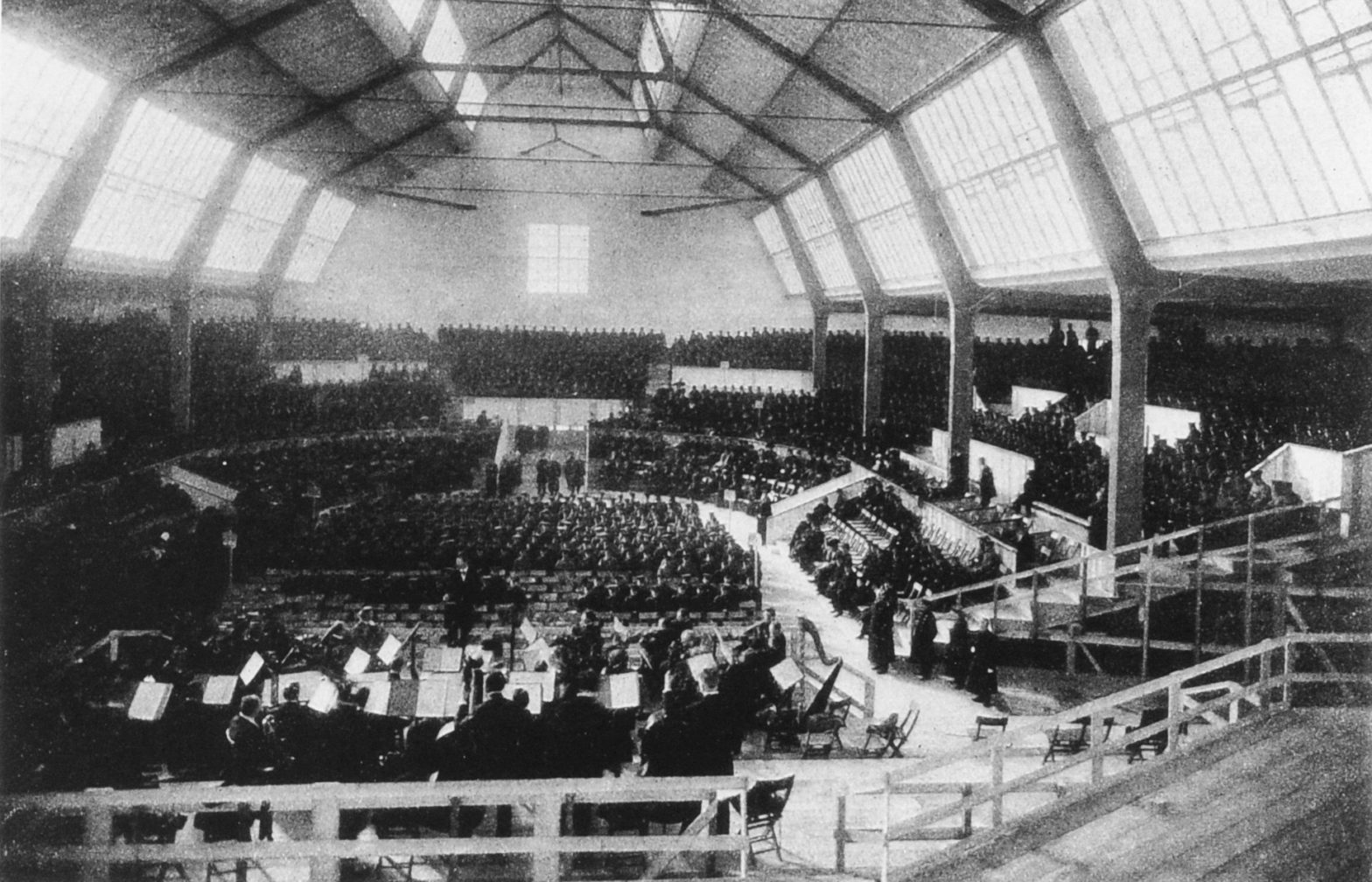
Répétition générale pour la première mondiale de la Huitième Symphonie de Mahler à Munich, en 1910.

## Symphonies pour chœur et orchestre
Les œuvres sont classées par ordre chronologique. Un astérisque (*) indique que le texte est utilisé tout au long de l'ensemble de la composition.
- Fantaisie chorale en ut mineur pour piano, solistes et orchestre, op. 80, de Ludwig van Beethoven (1808) (ce n'est pas une symphonie, mais une des deux œuvres majeures qui impliquent un chœur - voir plus bas[Où ?] à Busoni)
- Symphonie n° 9 en ré mineur, op. 125, de Ludwig van Beethoven (1824)
- Roméo et Juliette, op. 17, de Hector Berlioz (1839)
- Grande symphonie funèbre et triomphale, op. 15, de Hector Berlioz (1840)
- Lobgesang (appelé aussi Symphonie n° 2 en si-bémol majeur), op. 52, de Felix Mendelssohn (1840)
- Faust-Symphonie, de Franz Liszt (1854)
- Dante Symphonie, de Franz Liszt (1856)
- Kullervo, op. 7, de Jean Sibelius (1892) ; texte extrait du Kalevala
- Symphonie n° 2 en ut mineur, « Résurrection », de Gustav Mahler (1894)
- Symphonie n° 3 en ré mineur, de Gustav Mahler (1896)
- Symphonie no 1 en mi majeur, op. 26, d'Alexandre Scriabine (1900)
- Concerto pour piano, en ut mineur, op. 39, de Ferruccio Busoni (1904) (ce n'est pas une symphonie, mais une des deux œuvres majeures qui impliquent un chœur - voir Beethoven plus haut)
- Symphonie nº 3, de Guy Ropartz (1905)
- Symphonie n° 8 en mi-bémol majeur, de Gustav Mahler (1907) *
- A Sea Symphony (Symphonie n° 1), de Ralph Vaughan Williams (1909) *
- Les Cloches, op. 35, de Sergei Rachmaninoff (1913) *
- Symphonie n° 4, de Charles Ives (1916)
- Symphonie nº 3, op. 27, « Chant de la nuit », de Karol Szymanowski (1916)
- Symphonie n° 6, op. 48, de Charles Tournemire (1915-18)
- A Symphony: New England Holidays (ou Holidays symphony), de Charles Ives (1919)
- Symphonie n° 3 en ut majeur, op. 21, de Georges Enesco (1921)
- Symphonie chorale, de Gustav Holst (1924)
- Symphonie n° 1 « The Gothic », d'Havergal Brian (1919-1927)
- Symphonie n° 2 en si-bémol majeur, op. 14, « Octobre », de Dmitri Chostakovitch (1927)
- Symphonie n° 2, O Holy Lord, de Jan Maklakiewicz (1928)
- Symphonie n° 3 en mi-bémol majeur, op. 20, « Premier mai », de Dmitri Chostakovitch (1929)
- Morning Heroes, d'Arthur Bliss (1930) *
- Symphonie de Psaumes, d'Igor Stravinsky (1930) *
- Symphonie n° 4, « Das Siegeslied », d'Havergal Brian (1933) *
- Symphonie n° 3, « The Muses », de Cyril Scott (1937)
- Symphonie n° 4, « Folksong Symphony », de Roy Harris (1940)
- Symphonie n° 4, The Revelation of Saint John, d'Hilding Rosenberg (1940) *
- Symphonie n° 6, d'Erwin Schulhoff (1940)
- The Airborne Symphony, de Marc Blitzstein (1943-46)
- Den judiska sången, de Moses Pergament (1944)
- Symphonie n° 6, « In Memoriam », d'Alexandre Tansman (1944)
- Symphonie n° 5, « Le Gardien du Jardin », d'Hilding Rosenberg (1945)
- Odysseus (Symphonie n° 2), d'Armstrong Gibbs (création 1946)
- Symphonie n° 3, « Te Deum », de Darius Milhaud (1946)
- Spring Symphony, de Benjamin Britten (1947) *
- Symphonie n° 5, de Dimitrie Cuclin (1947)
- Symphonie n° 4, « The Cycle », de Peter Mennin (1948)
- Symphonie n° 10, de Dimitrie Cuclin (1949)
- Symphonie n° 12, de Dimitrie Cuclin (1951)
- Symphonie n° 9, op. 54, « Sinfonia Visionaria », de Kurt Atterberg (1956) *
- Deutsche Sinfonie, d'Hanns Eisler (1957) *
- Symphonie n° 12, op. 188, « Chorale », d'Alan Hovhaness (1960)
- Symphonie nº 13 en si-bémol mineur, op. 113, Babi Yar, de Dmitri Chostakovitch (1962) *
- Symphonie n° 3, « Kaddish », de Leonard Bernstein (1963)
- Symphonie n° 10, « Abraham Lincoln », de Roy Harris (1965)
- Vocal Symphony, d'Ivana Loudová (1965)
- Choral Symphony, de Jean Coulthard (1967)
- Sinfonia, de Luciano Berio (1969)
- Symphonie n° 2, op. 31, « Copernicienne », d'Henryk Górecki (1972) *
- Symphonie n° 9 (Sinfonia Sacra), op. 140, « The Resurrection », d'Edmund Rubbra (1972) *
- Symphonie n° 3, « The Icy Mirror », de Malcolm Williamson (1972) *
- Symphonie n° 23, op. 273, « Majnun », de Alan Hovhaness (1973)
- Symphonie n° 2, « Sinfonia mistica », de Kenneth Leighton (1974)
- Symphonie n° 13, « Bicentennial Symphony », de Roy Harris (1976)
- Symphonie n° 5, de Camargo Guarnieri (1977)
- Symphonie n° 7, « A Sea Symphony », d'Howard Hanson (1977) *
- Sinfonia fidei, Op. 95, d'Alun Hoddinott (1977)
- Symphonie n° 2, « Saint Florian », d'Alfred Schnittke (1979)
- Harmonium, de John Adams (1981) *
- Symphonie n° 3, « Sinfonia da Requiem », de József Soproni (1983)
- Symphonie n° 6, Aphorisms, d'Einar Englund (1984)
- Symphonie n° 4, d'Alfred Schnittke (1984)
- Symphonie n° 58, Sinfonia Sacra, op. 389, d'Alan Hovhaness (1985)
- Symphonie n° 7, « Pietas », d'Erkki-Sven Tüür (1987)
- The Dawn Is at Hand, de Malcolm Williamson (1987-89) *
- Symphonie n° 3, « Journey without Distance », de Richard Danielpour (1989) *
- Symphonie n° 7, op. 116, « Les clés du royaume », de Jan Hanuš (1990)
- Leaves of Grass: A Choral Symphony, de Robert Strassburg (1992) [1]
- Mythodea, de Vangelis (1993) *
- Symphonie n° 2, de Philip Bračanin (1995/1997)
- Symphonie n° 7, « Les sept portes de Jérusalem, de Krzysztof Penderecki (1996)
- Symphonie n° 6, « Chorale », de Carl Vine (1996) *
- Symphonie n° 9, d'Hans Werner Henze (1997) *
- Symphony 1997: Heaven - Earth - Mankind, de Tan Dun (1997)
- Symphonie n° 5, Choral, de Philip Glass (1999) *
- Symphonie n° 4, The Gardens, d'Ellen Taaffe Zwilich (1999)
- River Symphony, de Sean O'Boyle (1999)
- Symphonie n° 2, de Lowell Liebermann (1999)
- Symphonie n° 9, « The Spirit of Time », de Robert Kyr (2000)
- Symphonie n° 4, « Star Chant », de Ross Edwards (2001)
- Symphonie n° 7, « Toltec », de Philip Glass (2005) *
- Symphonie n° 8, « Songs of Transitoriness », de Krzysztof Penderecki (2005)
- Symphonie n° 2, Festinemus amare homines, de Pawel Lukaszewski (2005)
- Symphonie n° 1, Symphony of Providence, de Pawel Lukaszewski (2008)
- Symphonie n° 3, Poems and Prayers, de Mohammed Fairouz (2010)
- Symphonie n° 3, « Symphony of Angels », de Pawel Lukaszewski (2010)
- Unfinished Remembering, de Paul Spicer (2014)* Symphonie chorale pour baryton et soprano, orchestre et chœur. Sur un texte d'Euan Tait.

## Symphonies pour chœur non accompagné
Les œuvres sont classées par ordre chronologique. Ces travaux sont composés sans orchestre, mais les compositeurs les ont néanmoins intitulés ou sous-titrés comme des symphonies.
- Atalanta in Calydon, de Granville Bantock (1911)
- Vanity of Vanities, de Granville Bantock (1913)
- A Pageant of Human Life, de Granville Bantock (1913)
- Symphony for Voices, de Roy Harris (1935)
- Symphony for Voices, de Malcolm Williamson (1962)